# Logistyka wojskowa

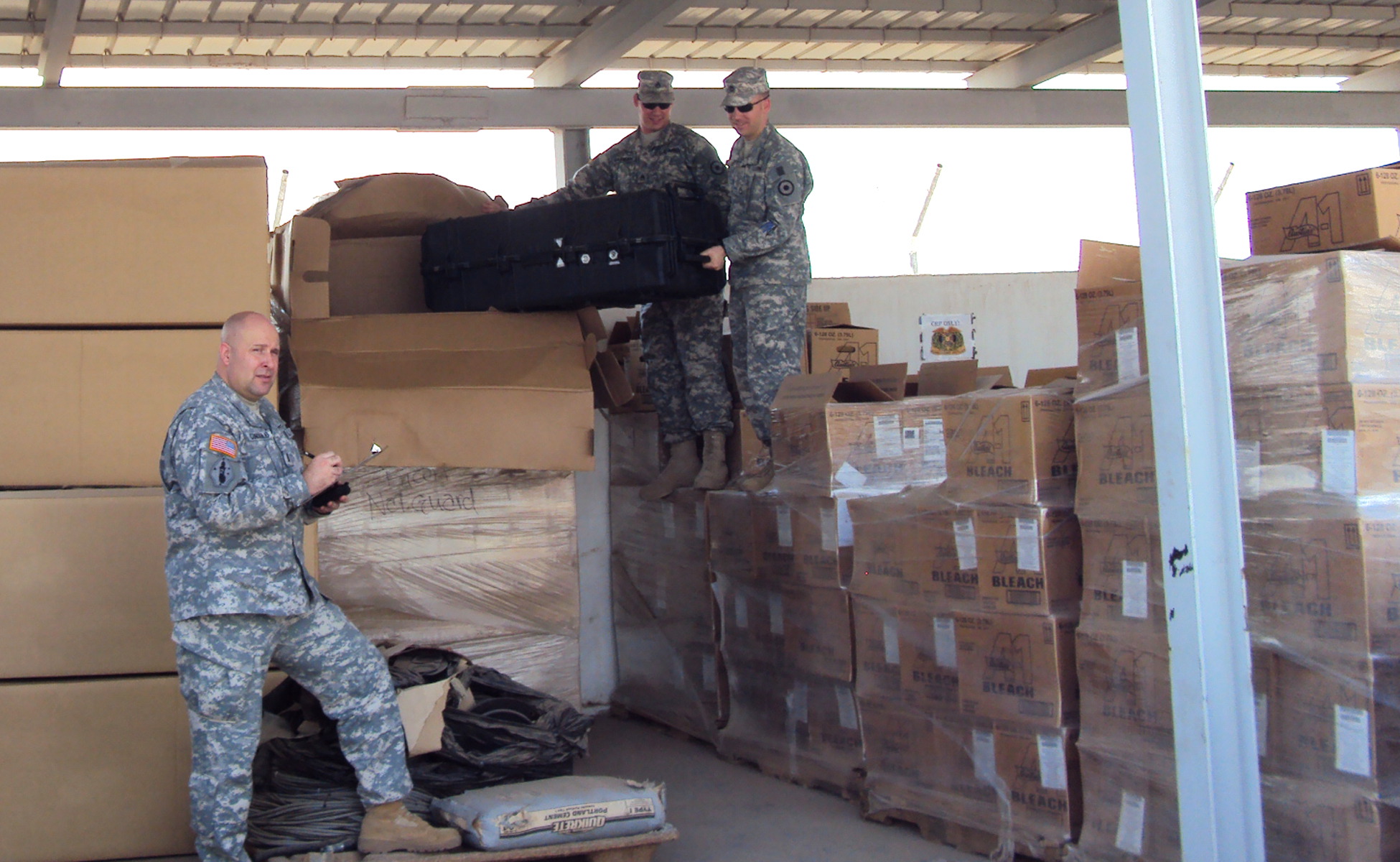
Żołnierze służby logistycznej

Logistyka wojskowa (ang. military logistics) – część logistyki obronnej, służba powołana do organizowania i realizacji dostaw zaopatrzenia i świadczenia usług związkom operacyjnym, związkom taktycznym oraz pozostałym jednostkom i instytucjom sił zbrojnych.

To dział sztuki wojennej o planowaniu i realizacji dostaw zaopatrzenia i świadczenia usług.
Każde państwo ponosi z zasady odpowiedzialność za zabezpieczenie logistyczne swoich sił zbrojnych, a także wraz z właściwym dowództwem NATO odpowiada wspólnie za wielonarodowe operacje NATO. Ułatwia to standaryzacja oraz zamienność sprzętu (zamienność części i podzespołów, uzbrojenia i sprzętu wojskowego, paliwa oraz głównych środków bojowych), a także zastosowanie odpowiednich procedur. Jednak wykonywanie wspólnych zadań, jak również sytuacje nadzwyczajne, mogą wymusić wzajemną pomoc logistyczną – w tym także w zakresie uzupełnienia środków bojowych i materiałowych.

## Logistyka wojskowa w ujęciu historycznym
Militarny aspekt postrzegania logistyki wywodzi się z języka francuskiego, w którym logistique odnosi się do spraw zakwaterowania, zaopatrzenia i przemieszczania wojsk. W taki właśnie sposób po raz pierwszy logistykę zdefiniował w swojej książce Zarys sztuki wojennej Antoine-Henri Jomini.
Wykazał, że klęska wojsk napoleońskich pod Moskwą w dużej mierze spowodowana była słabością systemu zaopatrywania. Nie potwierdziło się powiedzenie, że „Teren żywi armię”, a strategia wojsk rosyjskich polegająca na „wciąganiu” wojsk w głąb nieprzyjaznego terytorium oraz taktyka „spalonej ziemi” załamała ofensywę francuską. W swoich pracach podkreślał, że problematykę zaopatrywania wojsk walczących należy rozpatrywać w ścisłym powiązaniu z zapleczem krajowym.
Nieco później teorię i praktykę logistyki wojskowej (militarnej) rozwijali przedstawiciele amerykańskich sił morskich. Do prekursorów współczesnej logistyki obronności należy zaliczyć admirała A.T. Mahana. Utożsamiał on logistykę z całokształtem procesów gospodarczych niezbędnych do zabezpieczenia sprawnego funkcjonowania sił morskich, a problematykę analiz i przygotowań wojennych rozszerzył o procesy związane z mobilizacją i gotowością gospodarki narodowej do wsparcia sił zbrojnych.
Kolejnym prekursorem logistyki był komandor G.C. Thorpe. W swojej książce Logistyka czysta, nauka o przygotowaniu wojny z 1917, przedstawił naukowe podstawy funkcjonowania wojskowego systemu logistycznego. Według niego logistyka obok strategii decyduje o sukcesie militarnym. W strukturze logistyki wyróżniał logistykę teoretyczną, która określa cel, zakres i metody funkcjonowania oraz logistykę praktyczną w skład której wchodzi zaopatrywanie, transport, finanse oraz produkcja na potrzeby sił zbrojnych i zamówienia wojskowe. Opowiadał się za wprowadzeniem do sił zbrojnych logistycznych organów kierowania i powoływania funkcjonalnych pionów logistyki pod kierownictwem szefa sztabu.
Po II wojnie światowej globalny zakres działań wojennych narzucił logistyce bardzo szeroki zakres zadań związanych z zabezpieczeniem logistycznym walczących wojsk. Postrzegano go w wymiarze obejmującym gospodarkę i siły zbrojne. Do upowszechnienia teorii nowoczesnej logistyki szczególnie zasługi położył kontradmirał H.E. Eccles. W swoich publikacjach postrzegał logistykę jako ogniwo spinające gospodarkę narodową z siłami zbrojnymi. Klasyfikując sztukę wojenną podzielił ją na trzy dyscypliny: strategię, taktykę i logistykę.

## Zabezpieczenie logistyczne wojsk
Proces dostaw zaopatrzenia oraz świadczenia usług specjalistycznych i gospodarczo-bytowych niezbędnych wojskom do szkolenia i walki to zabezpieczenie logistyczne wojsk.
Celem zabezpieczenia logistycznego jest utrzymanie wysokiej zdolności bojowej wojsk, w określonym czasie, pozwalającym na osiągnięcie zamierzonych celów. Nakierowane ono jest na zaspokojenie potrzeb wojsk w zakresie uzbrojenia i sprzętu wojskowego oraz środków bojowych i materiałowych niezbędnych do szkolenia i walki, utrzymanie w sprawności technicznej uzbrojenia i sprzętu wojskowego w okresie pokoju oraz zachowanie zdolności stanów osobowych sprawności technicznej uzbrojenia i sprzętu wojskowego do prowadzenia działań bojowych
Zabezpieczenie logistyczne obejmuje:
- Przedsięwzięcia logistyczne
  - zabezpieczenie materiałowe[12]
    - gromadzenie, przechowywanie, wydawanie i dostarczanie środków bojowych i materiałowych
    - wykorzystanie zasobów miejscowych i zdobyczy wojennej
    - świadczenie usług gospodarczo-bytowych

  - zabezpieczenie transportu i ruchu wojsk
    - przedsięwzięcia organizacyjno-techniczne związane z realizacją przewozów wojskowych oraz towarzyszących im prac przeładunkowych
    - przedsięwzięcia przygotowania utrzymania sieci transportowej znaczenia obronnego
    - kierowanie ruchem wojsk

  - zabezpieczenie techniczne[12]
    - obsługiwanie techniczne (w tym usługi metrologiczne i specjalne urządzeń poddozorowych)
    - rozpoznanie techniczne:
prowadzi się je we wszystkich rodzajach działań taktycznych poprzez: patrol rozpoznania i pomocy technicznej, patrol rozpoznania technicznego, grupę ewakuacyjno-remontową, posterunek obserwacji technicznej oraz czynią to wszyscy użytkownicy uzbrojenia i sprzętu wojskowego. Informacje zebrane z rozpoznania technicznego są przeznaczone w szczególności do podejmowania decyzji w zakresie ewakuacji i remontu[13];
    - ewakuację techniczną;
    - remont uzbrojenia i sprzętu wojskowego;
    - zaopatrywanie w techniczne środki materiałowe.

  - infrastruktura
  - inne
    - zaspokojenie potrzeb bytowych jeńców wojennych – polega na zapewnieniu im wyżywienia i pomocy medycznej do czasu ewakuacji do obozów dla jeńców wojennych
    - zabezpieczenie techniczno-lotniskowe
    - grzebanie poległych i zmarłych – organizuje szef logistyki zgodnie z wytycznymi dowódcy związku taktycznego (oddziału). Uroczystościom pogrzebowym nadaje się oprawę zgodną z ceremoniałem wojskowym. Miejsca pochówku powinny odpowiadać wymaganiom sanitarnym i przeciwepidemicznym. Ewidencję poległych i zmarłych żołnierzy, ze wskazaniem miejsc pochowania, prowadzi sztab związku taktycznego (oddziału)
- Zabezpieczenie medyczne[12]
  - przedsięwzięcia profilaktyki zdrowotnej
  - przedsięwzięcia leczniczo-ewakuacyjne
  - przedsięwzięcia sanitarno-higieniczne i przeciwepidemiczne
  - ochronę sanitarną żołnierzy przed skutkami użycia broni masowego rażenia
  - zaopatrywanie w sprzęt i materiały medyczne
- Przedsięwzięcia personalno-administracyjne

## System logistyczny
System logistyczny tworzą logistyczne organy kierowania oraz jednostki logistyczne dysponujące potencjałem: materiałowym, technicznym, medycznym i transportowym. Ponadto w procesie dostaw zaopatrzenia i świadczenia usług walczącym wojskom wykorzystywany jest również terenowy potencjał logistyczny.
Logistyczne organy kierowania pod względem kompetencyjnym dzielą się na koncepcyjno-planistyczne oraz organizacyjno-wykonawcze.
Terenowy potencjał logistyczny – to zakłady, urządzenia i instalacje świadczące usługi specjalistyczne i gospodarczo-bytowe oraz sprzęt techniczny i środki materiałowe znajdujące się na obszarze prowadzonych działań, które w ramach współdziałania wojskowo-cywilnego mogą być wykorzystane w zabezpieczeniu logistycznym walczących wojsk.
Mobilne jednostki logistyczne to pułki, bataliony i kompanie logistyczne posiadające w swojej strukturze organizacyjnej pododdziały zaopatrzenia, remontowe lub medyczne, a także samodzielne oddziały i pododdziały: zaopatrzenia, transportowe, remontowe, ewakuacji sprzętu, wzmocnienia medycznego, samochodów sanitarnych, masowego tankowania, rurociągów dalekosiężnych oraz rurociągów przeprawowych.
Stacjonarne jednostki logistyczne to rejonowe bazy materiałowe, okręgowe warsztaty techniczne i rejonowe warsztaty techniczne oraz wojskowe rejony lecznicze, samodzielne bazy amunicji, stacjonarne kompanie remontowe i wojskowe komendy transportu.

## Współczesne jednostki logistyczne WP
| Godło | Nazwa jednostki                              | Miejsce stacjonowania |
| ----- | -------------------------------------------- | --------------------- |
|       | 1 Pomorska Brygada Logistyczna               | Bydgoszcz             |
|       | 10 Opolska Brygada Logistyczna               | Opole                 |
|       | 1 Regionalna Baza Logistyczna                | Wałcz                 |
|       | Oddział Zabezpieczenia Garnizonu Stołecznego | Warszawa              |
|       | 2 Regionalna Baza Logistyczna                | Warszawa              |
|       | 3 Regionalna Baza Logistyczna                | Kraków                |
|       | 4 Regionalna Baza Logistyczna                | Wrocław               |